# Thomas Lohse
Thomas Lohse (* 1956)  ist ein deutscher experimenteller Elementarteilchenphysiker und Astroteilchenphysiker und Hochschullehrer an der Humboldt-Universität Berlin.
Lohse wurde 1985 an der Universität Dortmund in Physik promoviert (Produktion von Protonen und Antiprotonen in tief inelastischen hadronischen Wechselwirkungen). Er  ist seit 1994 an der Humboldt-Universität, wo er Professor für experimentelle Elementarteilchenphysik ist.
Er forscht an der Entdeckung schwerer Teilchen aus Erweiterungen des Standardmodells  (wie Wimps oder geladenen Higgs-Teilchen) am LHC des CERN (Atlas-Experiment) und in der Höhenstrahlung und kosmischen Gammastrahlung (Suche nach Kandidaten für Dunkle Materie, unter anderem wiederum Wimps, aber auch Supernovaüberreste und Pulsare), so auch in leitenden Funktionen an verschiedenen Tscherenkow-Teleskopen, dem Cherenkov Telescope Array (CTA, unter anderem Software für Kontrollsystem), den MAGIC-Teleskopen (Ausleseelektronik der Kamera des Magic-Experiments) und am High Energy Stereoscopic System (H.E.S.S.) in Namibia. Außer am CERN war er auch an Experimenten am DESY (Hera-B, Produktion von Systemen mit schweren Quarks bei Proton-Kern-Stößen) und SLAC beteiligt. Unter anderem arbeitete er an schnellen Rekonstruktions- und Triggeralgorithmen für Teilchendetektoren.